# スポケーン郡 (ワシントン州)
スポケーン郡（英: Spokane County）は、アメリカ合衆国ワシントン州の最東部に位置する郡である。2020年国勢調査での人口は539,339人で、州内で4番目に人口の多い郡である。郡庁所在地はスポケーン（人口228,989人）で、郡内では最多の人口を抱え、州内全体でもシアトルに次いで2番目に人口の多い都市である。郡名はスポケーン族インディアンに因んで名付けられた。
スポケーン郡は1858年1月29日に設立された。1864年1月19日にスティーブンス郡に一旦併合され、1879年10月30日に復活された。

## 法と政府
スポケーン郡は党派制郡管理委員会によって統治され、その委員は3つの選挙区より選ばれている。各選挙区では党派別予備選挙が行われ、その後に郡全体の一般選挙で選ばれている。その他に選挙で選ばれる役人として保安官、監査官（選挙管理も担当）、査定官、財務官および検察官がある。全て党派によって争われる。スポケーン郡は検察医を指名している。

## 地理
アメリカ合衆国国勢調査局に拠れば、郡域全面積は1,781平方マイル (4,613 km2)であり、このうち陸地は1,764平方マイル (4,569 km2)、水域は17平方マイル (44 km2)で水域率は0.96％である。郡内の標高最低点はスティーブンス郡との郡境にあるロングレイク・ダムの背後、スポケーン川であり、標高は1,538フィート (468 m) である（事実上ダムとリバーサイド州立公園内リトルスポケーン川河口との標高差は無い）。郡内最高地点はスポケーン山頂上であり、標高は5,883フィート (1,793 m) である。

### 特徴的な地形

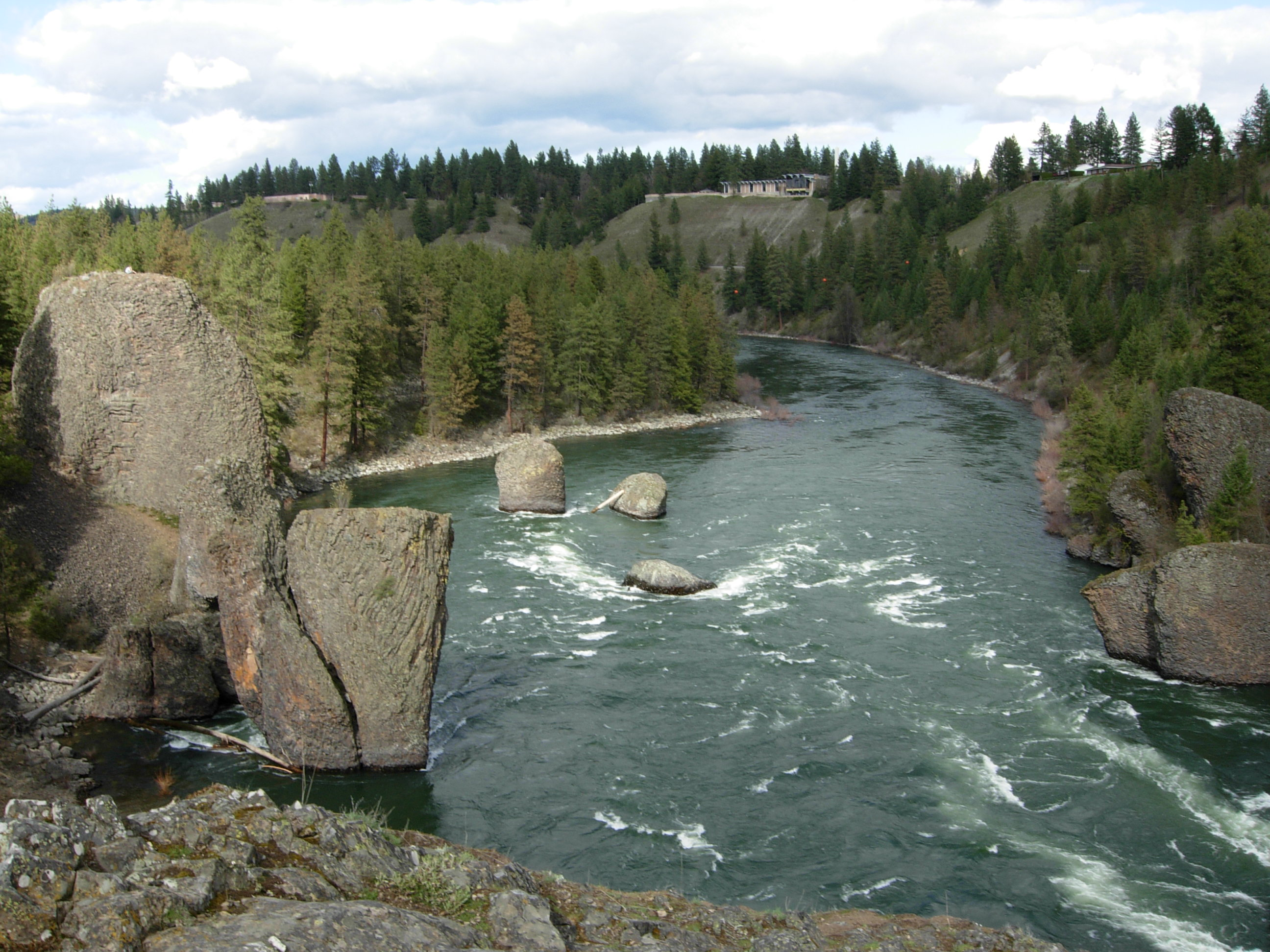
リバーサイド州立公園

河川
- スポケーン川
- リトルスポケーン川
- ラター・クリーク

湖と貯水池
- メディカル湖
- 西メディカル湖
- リバティ湖
- ニューマン湖

山
- スポケーン山

公園
- ディッシュマンヒルズ自然保護地域
- リバーサイド州立公園

### 国立保護地域
- ターンブル国立野生生物保護区

### 主要高規格道路
| - - 州間高速道路90号線 - - アメリカ国道2号線 - - アメリカ国道195号線 - - アメリカ国道395号線 - - ワシントン州道27号線 | - - ワシントン州道206号線 - - ワシントン州道290号線 - - ワシントン州道291号線 - - ワシントン州道902号線 - - ワシントン州道904号線 |

## 人口動態
| 統計年 | 人口      |
| ------ | --------- |
| 1860年 | 996人     |
| 1870年 | 2,000人   |
| 1880年 | 4,262人   |
| 1890年 | 37,487人  |
| 1900年 | 57,542人  |
| 1910年 | 139,404人 |
| 1920年 | 141,289人 |
| 1930年 | 150,477人 |
| 1940年 | 164,652人 |
| 1950年 | 221,561人 |
| 1960年 | 278,333人 |
| 1970年 | 287,487人 |
| 1980年 | 341,835人 |
| 1990年 | 361,364人 |
| 2000年 | 417,939人 |
| 2010年 | 471,221人 |
| 2020年 | 539,339人 |

以下は2000年国勢調査による人口統計データである。
| 基礎データ - 人口: 417,939人 - 世帯数: 163,611 世帯 - 家族数: 106,019 家族 - 人口密度: 92人/km2（237人/mi2） - 住居数: 175,005 軒 - 住居密度: 38軒/km2（99/mi2） 人種別人口構成 - 白人: 88.62% - アフリカン・アメリカン: 2.00% - ネイティブ・アメリカン: 1.40% - アジア人: 1.88% - 太平洋諸島系: 0.16% - その他の人種: 0.82% - 混血: 2.76% - ヒスパニック・ラテン系: 2.77% 先祖による構成 - ドイツ系：22.0％ - アイルランド系：10.7％ - イギリス系：9.9％ - アメリカ人：7.6％ - ノルウェー人：6.4％ 年齢別人口構成 - 18歳未満: 25.7% - 18-24歳: 10.6% - 25-44歳: 28.9% - 45-64歳: 22.4% - 65歳以上: 12.4% - 年齢の中央値: 35歳 - 性比（女性100人あたり男性の人口） - 総人口: 96.4 - 18歳以上: 93.6 | 世帯と家族（対世帯数） - 18歳未満の子供がいる: 32.4% - 結婚・同居している夫婦: 49.9% - 未婚・離婚・死別女性が世帯主: 11.0% - 非家族世帯: 35.2% - 単身世帯: 28.1% - 65歳以上の老人1人暮らし: 9.6% - 平均構成人数 - 世帯: 2.46人 - 家族: 3.02人 収入と家計 - 収入の中央値 - 世帯: 37,308米ドル - 家族: 46,463米ドル - 性別 - 男性: 35,097米ドル - 女性: 25,526米ドル - 人口1人あたり収入: 19,233米ドル - 貧困線以下 - 対人口: 12.3% - 対家族数: 8.3% - 18歳未満: 14.2% - 65歳以上: 8.1% |

## 都市と町
| - スポケーン - 郡庁所在地 - スポケーンバレー - チーニー - エアウェイハイツ - カントリーホームズ - ディアパーク - フェアチャイルド空軍基地 - フェアフィールド - フェアウッド | - ラター - リバティレイク - メディカルレイク - ミルウッド - オーティスオーチャード・イーストファームズ - ロックフォード - スパングル - タウン・アンド・カントリー - ウェーバリー |

## その他の町
| - アンバー - チャタロイ - コルバート - エルク - エスパノーラ - フォーレイクス - グリーンブラフ - マーシャル | - ミード - マイカ - ミラン - ニューマンレイク - ナインミルフォールズ - プラザ - タイラー - バレーフォード |

## スポケーン郡図書館地区
スポケーン郡図書館地区は1942年に設立され、スポケーン郡の未編入領域のために機能する限定目的の都市協同事業として創業された。さらにその図書館はチェイニー、ディアパーク、フェアフィールド、ラター、メディカルレイク、ミルウッド、ロックフォード、スパングル、スポケーンバレー、ウェーバリーといった都市や町も利用でき、契約によってエアウェイハイツも利用できる。地区内の総人口は236,120人であり、この中で未編入領域住人は123,411人、地区に入った町の人口は112,709人となっている。この地区では全日およびパートのスタッフ164人を雇用し、ノーススポケーンとスポケーンバレーの2つの資源図書館と8つのコミュニティ図書館、合計10館で構成されている。